# 피터 릴백

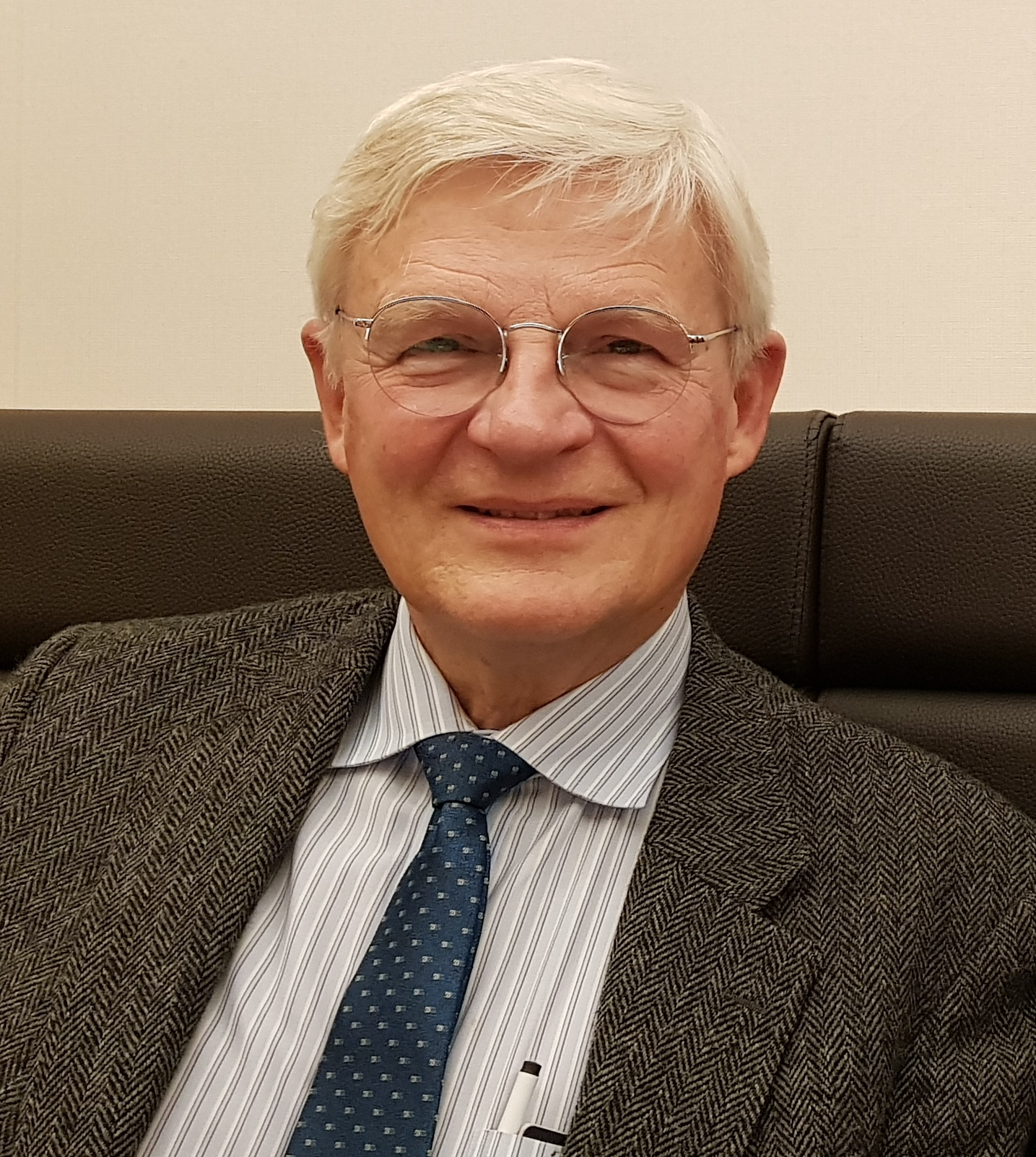
피터 릴벡 총장

피터 릴백(Peter A. Lillback)은 웨스트민스터신학교의 학장 (2005~ 현재) 및 역사신학 교수이다. 그는 정통 장로교회(OPC)에서 목사안수를 받았고 현재는 미국장로교회(PCA) 소속이다.
릴백은 시다빌 대학교에서 B.A.를  댈러스 신학교 Th.M 그리고 웨스트민스터신학교 에서 Ph.D.를 받았다. 그는 조오지 워싱턴의 생애에 관한 책 George Washington’s Sacred Fire 자서전의 저자이다.